# Eminenz
Eminenz je německá death/black metalová kapela založená roku 1989 v saském městě Annaberg-Buchholz. První sestava byla Karsten „Zwerg“ Breitung (kytara), Butcher (kytara), Heiko „Darkman“ Müller (baskytara), Iten (bicí) a Leviathan (zpěv). Do repertoáru kapely patří témata jako satanismus a okultismus.
Debutové studiové album Exorial vyšlo v roce 1994 pod hlavičkou rakouského vydavatelství Lethal Records.

## Diskografie
Dema
- Slayer of My Daughter (1990)
- Necronomicon Exmortis (1991)
- Ghost (1992)
- Preachers of Darkness (1992)
- Blasphemy Live (1992)

Studiová alba
- Exorial (1994)
- The Heretic (1996)[2]
- Anti-Genesis (On the 8th Day I Destroy Godcreation) (1998)
- The Blackest Dimension (2000)
- Eminenz (2007)
- Nemesis Noctura (2011)
- Diabolical Warfare (2021)

Kompilace
- Death Fall (2001)
- Two Decades of Blasphemy (2009)